# Гордалой
Гордалой (чечен. Гӏордалой, Гӏордалой — «меченосцы») — один из многочисленных чеченских тайпов, входящий в тукхум Нохчмахкахой.

## Расселение

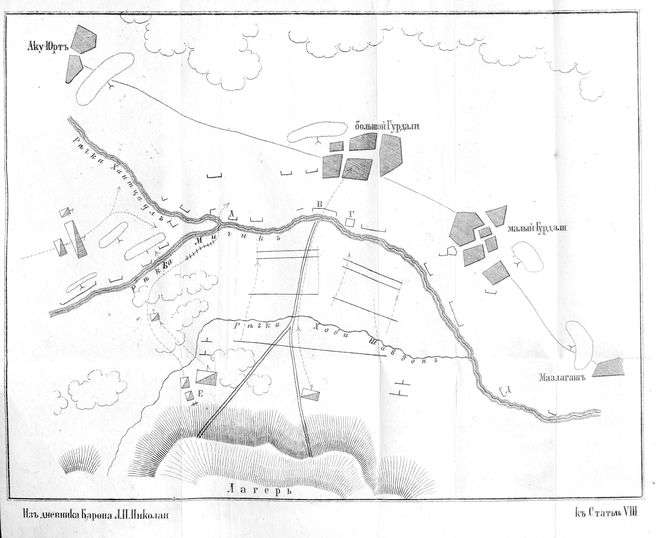
План аулов Гордали на реке Мичик, 1853 год

Представители тайпа проживают в следующих населённых пунктах:
Аргун, Ахкинчу-Борзой, Бас-Гордали, Байрам аул, Бердыкель, Беркат-Юрт, Ведено, Верхний-Нойбер, Гордали, Гордали-Юрт, Гелдыген, Грозный, Гудермес, Джалка, Знаменское, Илсханюрт, Ишхой юрт, Кади-Юрт, Кень-Юрт, Комсомольское, Кошкелды, Лаха Невре (Надтеречное), Майртуп, Малгобек, Мекенское, Мелчхи, Мескаты, Наурская, Ножай юрт, Ойсахара, Пседах, Рошни чу, Серноводск, Узловая, Хасавюрт, Чечен-аул, Шедрин, Бельты(Ялхой-мохковское сельское поселение), Червлённая, Энгель-юрт, Герзель-аул, Бачи-юрт, Нижний-Нойбер, Дарбанхи и т. д.

## Состав
Согласно полевому материалу, тайп делится на следующие некъе и гары (сегменты тайпа): Ӏаьжгин некъе, БучӀин некъе, Этин некъе, Песин некъе, Доьвлин некъе, Бугин некъе, ХӀуцин некъе, Ирбаьхьин некъе, Басхан-бухой (не имеет отношения к тукхуму Чеберло), БохӀин некье, МаӀсин некье, Маммин некье, Мисин некье, Мочин некье, Термкхой-некъе, Шемин некье, Саьлмирзин некье, Хакин некье, Гуьржин некье, ГӀудин некье, Дасай некье, Джабай некье, Оккхин некъе.

## История
В переводе с чеченского — «горда» (чечен. «гӏорда») — шашка, множ. (чечен. ГӀордалой - гӀорда) — «меченосец», «лой» — люди, в ед. числе «ГIорда» — др. чеч. «меченосец», частное имя, от которого произошёл весь тайп. По преданиям, предки ГӀорды — жили в Нашхе на рубеже III—IV вв. н. э. Некоторые представители рода с конца IV века переселились в район озера Кезенойам и основали поселение «Хинда» (совр. аул Хиндой Чебирлоевского района Чечни), впоследствии, в начале X века, часть представителей тайпа переселились на север, где основали аул Гордали. Название тайпа образовано из кузнечного ремесла оружейника или «люди, носящие мечи», от частного имени «ГӀорда» — основателя тайпа, отсюда и название аула — Гордали, где также изготавливались шашки и мечи. Даттахойцев, Энганойцев, Гордалинцев и Чеччалхойцев связывает генетическое родство, происхождение от одного общего предка.

## Известные представители
- Эльгуко, (Эла Гукъа), чеченский предводитель середины XV века, после отхода Тимуровских орд, заново основал аул Мелчхе(Гудермесский район) на склонах Гудермесского хребта и с помощью объединённого войска смог отогнать за реку Терек вассалов Тимура (ставленников, феодалов), чем освободил правобережные степи реки Терек от захватчиков).
- Чомак Ойшиев (1812—1893) — царский офицер, наиб Даргинского участка Ичкеринского округа в 1860—1870 гг.[13] Происходит из колена (гара) Оккхи-некъе рода (тайпа) Гӏордолой[4].
- Магомед Хийтанаев — богослов в ЧР.
- Радуев, Салман Бетырович — бригадный генерал Чеченской Республики Ичкерия[14].
- Шейх Асандар Ибрагимов из с. Хашти-Мохк (1823—1887)[15] — религиозный деятель, последователь шейха Кунта-Хаджи Кишиева. Зиярат на кладбище в с. Бас-Гордали[16].
- Шейх Ибрагим (Аба) Альтиев из Устар-Гордоя (ум. 1872/74)[17].
- Шейх Баудин Ибаев из Устар-Гордоя, сын Ибрагим-Шейха (1872—1937)[18].
- Г1ордалойн Айда — известный предводитель чеченцев XVIII века.
- Эжа-Хаджи — сын Къосама (в документах Гаджи-Эйджа, Эджег-Аджа, Ежа-Хажи) из Мелчухи (Исти-Су, Горячевская деревня) — известный предводитель чеченцев первой половины XIX века, сподвижник Бейбулата Таймиева[19].
- Шейх Ма1а из Мелчхи — двоюродный брат шейха Кунта-Хаджи Кишиева. Зиярат находится в Мелчхи.
- Билал Чалаев (1919—1999) — Нижнего-Наура — писатель, один из первых чеченских журналистов советского периода, редактор газеты «Даймохк», автор повестей «Первая любовь» (1970), В долине Терека" (1985).
- Дакаев, Саидбек Муалетович (род. 1951) — чеченский поэт и писатель, лауреат премии «Серебряная сова» в номинации «Литература».
- Нухажиев Нурди (р. 2 октября 1955, село Трудовое, Приишимский район, Северо-Казахстанская область, Казахская ССР, СССР) — уполномоченный по правам человека (омбудсмен) в Чеченской Республике с февраля 2006 года.
- Альтемиров, Руслан Саидович — военный лётчик-истребитель, полковник, зам. командующего по боевой подготовке Забайкальского военно-воздушного округа, умер 1994 году.
- Алханов Абусупен Лакиевич — с. Надтеречное — полный кавалер орденов Трудовой Славы (приравнивается к Герою Социалистического Труда).
- Али Юсупович Альтимиров из с. Лаха-Невре (15 августа 1901 — 28 мая 1953) — майор, командир полка, участник Гражданской, Советско-Финской, Советско-Иранской и Великой Отечественной войн[20].
- Алхот Джанбулатов из Гордали (1834—1893) — наиб Шамиля во второй половине 50-х гг. 19 века.
- Ахматуко Чомаков (1845—1877) — сын Чомака Ойшиева, царский офицер, участник Русско-Турецкой войны 1877—1878 гг. Погиб в бою.
- Гойтуко Ахматукаевич Чомаков (род. 1866 г.) — царский офицер.
- Шейх Уди-мулла Гордалинский, наиб Чечено-Дагестанского имамата, погиб в бою в 84 года.